# Lymantria maculata
Lymantria maculata este o specie de molii din genul Lymantria, familia Lymantriidae, descrisă de Semper 1898 Conform Catalogue of Life specia Lymantria maculata nu are subspecii cunoscute.